# Bytków (województwo opolskie)
Bytków (dodatkowa nazwa w j. niem. Pickau) – wieś w Polsce położona w województwie opolskim, w powiecie kędzierzyńsko-kozielskim, w gminie Reńska Wieś.
W latach 1975–1998 miejscowość administracyjnie należała do ówczesnego województwa opolskiego.

## Nazwa
Heinrich Adamy zalicza nazwę miejscowości do grupy nazw patronomicznych wywodząc ją od imienia założyciela lub właściciela wsi Bytka lub Pitka. W swoim dziele o nazwach miejscowych na Śląsku wydanym w 1888 roku we Wrocławiu wymienia jako najstarszą zanotowaną nazwę miejscowości Pitkow podając jej znaczenie "Dorf des Pitek (Bytek)" czyli po polsku "Wieś Pitka (Bytka)". Niemcy zgermanizowali nazwę na Pickau w wyniku czego utraciła ona swoje pierwotne znaczenie.

## Historia
Od końca XVIII w. wieś posiadała własna pieczęć gminną, na której wizerunku przedstawiono stóg i grabie w słup, za nimi dwie skrzyżowane kosy.